# The Lane That Had No Turning
Pour plus de détails, voir Fiche technique et Distribution.
The Lane That Had No Turning est un film américain réalisé par Victor Fleming, sorti en 1922.

## Fiche technique
- Titre : The Lane That Had No Turning
- Réalisation : Victor Fleming
- Scénario : Gilbert Parker et Eugene Mullin
- Photographie : Gilbert Warrenton
- Pays de production : États-Unis
- Format : Noir et blanc - 1,33:1 - Film muet
- Genre : drame
- Date de sortie : 1922

## Distribution
- Agnes Ayres : Madelinette
- Theodore Kosloff : Louis Racine
- Mahlon Hamilton : George Fournel
- Wilton Taylor : Joe Lajeunesse
- Frank Campeau : Tardiff
- Lillian Leighton : Marie
- Charles West : Havel
- Frederick Vroom : le gouverneur général